# (8739) Morihisa
(8739) Morihisa – planetoida należąca do wewnętrznej części pasa głównego asteroid okrążająca Słońce w ciągu 5 lat i 186 dni w średniej odległości 3,11 au. Została odkryta 30 stycznia 1997 roku w obserwatorium w Ōizumi przez Takao Kobayashiego. Nazwa planetoidy pochodzi od Morihisy Suzuki (ur. 1944), profesora geologii Uniwersytetu w Hiroszimie. Przed jej nadaniem planetoida nosiła oznaczenie tymczasowe (8739) 1997 BE3.